# Iphiaulax fulvus
Iphiaulax fulvus är en stekelart som beskrevs av Szepligeti 1914. Iphiaulax fulvus ingår i släktet Iphiaulax och familjen bracksteklar. Utöver nominatformen finns också underarten I. f. holubi.